# Rivière Gounamitz
Pour les articles homonymes, voir Gounamitz.
La rivière Gounamitz est un affluent de la tête de la Rivière Little Main Restigouche, coulant dans le Nord-Ouest du Nouveau-Brunswick, au Canada.
Le cours de la rivière Gounamitz traverse:
- le comté de Madawaska: paroisse de Rivière-Verte, paroisse de Sainte-Anne;
- le comté de Restigouche: paroisse de Saint-Quentin;
- le comté de Victoria: paroisse de Drummond.

## Géographie
La « rivière Gounamitz » prend sa source à la confluence de la Branche Nord de la rivière Gounamitz et la Branche Ouest de la rivière Gounamitz. Cette source est située dans la paroisse de Rivière-Verte, dans le comté de Madawaska.
Cette source est située à :
- 2,6 km au Sud de la limite Sud de la paroisse de Saint-Quentin;
- 24,0 km à l'Est de la confluence du Lac First;
- 29,9 km au Sud-Ouest de la confluence de la rivière Little Main Restigouche, soit la tête de la rivière Ristigouche;
- 21,6 km au Nord-Ouest de la confluence de la rivière Gounamitz;
- 36,6 km à l’Est de la limite Sud de la province de Québec.

La rivière Gounamitz coule en zone forestière, plus ou moins en parallèle du côté Sud-Ouest à la rivière Kedgwick.
À partir de la source, la "rivière Gounamitz" coule sur 28,0 km :
- 4,6 km vers l'Est dans la paroisse de Rivière-Verte (comté de Madawaska), jusqu’au ruisseau Cyr (venant du Nord-Ouest);
- 2,8 km vers l'Est, jusqu'au Dave Richards Brook (venant du Nord-Ouest);
- 1,7 km vers l'Est, jusqu'à la limite de la paroisse de Saint-Quentin (comté de Restigouche);
- 2,5 km vers l’Est dans la paroisse de Saint-Quentin, jusqu’au "Balm of Gilead Brooke" (venant du Nord-Ouest);
- 4,5 km vers le Sud-Est, jusqu'au Big Brook (venant du Nord-Ouest);
- 1,5 km vers le Sud-Est en recueillant les eaux de Falls Brook (venant du Sud-Ouest), jusqu'à la limite de la paroisse de Sainte-Anne;
- 4,5 km vers le Sud-Est, jusqu'à la limite de la paroisse de Drummond (comté de Victoria (Nouveau-Brunswick));
- 5,9 km vers le Sud-Est, jusqu'à la confluence de la rivière Gounamitz[1].

La « rivière Gounamitz » se déverse sur la rive Nord-Ouest de la rivière Little Main Restigouche, dans la paroisse de Drummond, comté de Victoria (Nouveau-Brunswick).
La confluence de la « rivière Gounamitz » est située à :
- 18,3 km au Sud-Ouest de la confluence de la rivière Kedgwick et de la rivière Little Main Restigouche;
- 17,4 km à l'Ouest du centre du village de Saint-Quentin;
- 24,7 km au Sud-Ouest du centre du village de Kedgwick;
- 65,0 km à l'Est du centre-ville de Edmundston;
- 93,1 km au Sud-Ouest du pont de Campbellton (Nouveau-Brunswick), enjambant la rivière Ristigouche.